# For the Man Who Has Everything
For the Man Who Has Everything (em português:  O Homem Que Tinha Tudo, nas versões de 1991 e 2002 e Para o Homem que Tem Tudo... nas versões de 2006 e 2011) é uma história em quadrinhos originalmente publicada em 1985 na revista americana Superman Annual #11.
Escrita por Alan Moore e desenhada por Dave Gibbons, a história narra um aniversário do personagem Superman. Quando Batman, Mulher-Maravilha e Jason Todd, o Robin, chegam à Fortaleza da Solidão para entregar-lhe seus presentes, encontram-no dominado pela "Clemência Negra", uma planta alienígena que o induziu num transe alucinógeno. Enquanto os heróis lutam para libertar Superman do controle da criatura e enfrentam Mongul, o vilão responsável pelo "presente", Superman sofre com as alucinações provocadas pela Clemência e vê-se imaginando como sua vida seria se seu planeta natal Krypton nunca tivesse sido destruído e ele não tivesse sido enviado por seu pais Jor-El e Lara para o planeta Terra quando criança.
Considerada uma das melhores histórias do personagem já publicadas, For the Man Who Has Everything é vista como uma obra representativa na "Era de Bronze" dos quadrinhos - denominação que compreende as histórias publicadas entre 1970 e 1986 - por sua abordagem e ineditismo. Em 2004, quase vinte anos após a sua publicação, foi adaptada pelo escritor J. M. DeMatteis para a série de animação Liga da Justiça Sem Limites, tornando-se o 2º episódio de sua primeira temporada e a primeira adaptação de um quadrinho de Alan Moore a ter autorização do próprio Moore para creditar o seu nome com autor da obra que inspirou o episódio da animação.

## Antecedentes e contexto
Entre 1980 e 1984, Alan Moore se tornou uma presença recorrente nos créditos das revistas em quadrinhos publicadas na Inglaterra. Tanto a divisão britânica da Marvel Comics, quanto a Fleetway (responsável pela revista 2000 AD) e a Quality Communications (responsável pela revista Warrior) contrataram Moore para roteirizar histórias publicadas em suas revistas.
 O início da década de 1980 é apontado por estudiosos como um período marcado pelo aumento da popularidade das histórias em quadrinhos na Inglaterra e no Reino Unido. Um público cada vez menos infantil estava consumindo as revistas e, em 2000 AD apenas Moore escreveria mais de cinquenta histórias para as séries Future Shocks e Time Twisters.
 Em mais de uma oportunidade seria Dave Gibbons quem desenharia as histórias de Moore, numa parceria que vinha agradando ambos.
O talento de Gibbons chamou a atenção da DC Comics ainda em 1982, e já naquele ano Len Wein o contratou para desenhar a revista Green Lantern Corps. No ano seguinte seria a vez de Moore ser contratado por Wein, que buscava um escritor que pudesse assumir a função de roteirista da revista Swamp Thing, que vinha enfrentando baixas vendas. 
Moore não apenas faria a revista voltar a ter bons resultados de vendas, como seria o responsável, ao lado dos artistas Stephen R. Bissette, Rick Veitch e John Totleben, por reinventar o personagem Monstro do Pântano, que protagoniza a série, e introduzir em suas tramas uma temática até então inédita, tratando de forma experimental questões sociais e ambientais.
 Moore assumiu a revista em 1984, e seus roteiros logo atraíram a atenção de público e crítica, impulsionando a editora a contratar outros roteiristas europeus, como Grant Morrison, Jamie Delano, Peter Milligan e Neil Gaiman, para escrever outras séries de apelo similar - e que posteriormente marcariam o início do selo Vertigo de quadrinhos adultos.

## Produção
Tanto antes quanto enquanto trabalhava com o Monstro do Pântano, Moore submeteu à editora inúmeras propostas, buscando trabalhar com personagens como o Caçador de Marte e os Desafiadores do Desconhecido, mas todas acabavam rejeitadas por já estarem sendo desenvolvidos projetos com outros escritores envolvendo os personagens com os quais ele pretendia trabalhar. 
Quando o editor Dick Giordano finalmente aprovou o projeto que viria a se tornar Watchmen, Moore e Gibbons começaram a trabalhar no planejamento das histórias. Pouco depois, o editor Julius Schwartz questionou Gibbons sobre a sua possibilidade de desenhar uma história de Superman. 
Gibbons declarou-se disponível, mas perguntou a Schwartz quem ele colocaria para roteirizar a história. Quando Schwartz disse à Gibbons que ele poderia escolher quem escreveria a história, ele imediatamente apontou Moore, e rapidamente For the Man Who Has Everything começou a ganhar forma.

## Enredo

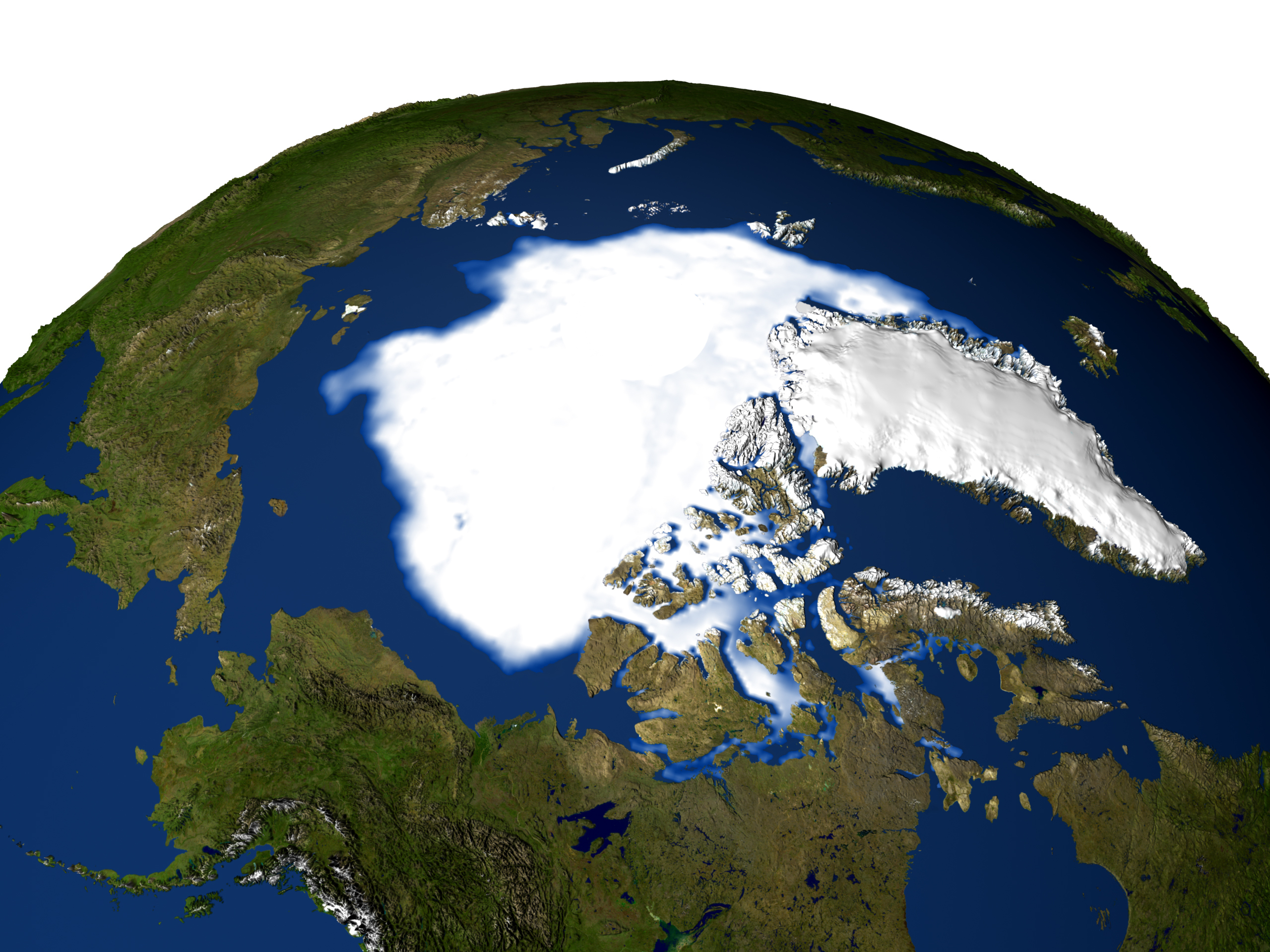
O Polo Norte, local onde foi construída a Fortaleza da Solidão.

Na continuidade até então estabelecida, duas importantes mudanças haviam ocorrido no Universo DC, o universo ficcional onde se situam as histórias publicadas pela DC Comics: Em agosto de 1979, mais de duas décadas desde o seu surgimento, a a cidade engarrafada de Kandor - uma cidade do planeta Krypton que havia sido miniaturizada pelo vilão Brainiac e cujo destino Superman buscava reverter desde então - finalmente retornou à normalidade na revista Superman #338 e em março de 1983 surgiu o personagem Jason Todd, que substituiria Dick Grayson no papel de Robin.
Considerando esses eventos, For the Man Who Has Everything transcorre da seguinte forma:
Em 29 de fevereiro, no Círculo Polar Ártico, Batman e Jason Todd, o novo Robin, encontram-se com a Mulher Maravilha na frente da Fortaleza da Solidão. Batman apresenta Jason a Mulher Maravilha, e os três dirigem-se à Fortaleza. Ao entrarem no local, deparam-se com Superman num estado vegetativo e com uma grande planta alienígena presa ao seu peito, com tentáculos em volta do corpo do herói.
Paralelamente, é retratado o que passa no interior da mente de Superman: como "Kal-El", ele vive feliz em um planeta Krypton que jamais foi destruído. Casado com a ex-atriz Lyla Lerrol e pai de duas crianças, Van e Orna, Kal-El trabalha no Instituto de Geologia da cidade. Para seu aniversário, seus entes queridos lhe fazem uma festa surpresa, no qual estão presentes sua prima, Kara Zor-El, e quase todos os seus familiares, mas não seu pai, Jor-El. 
No dia seguinte, Kal vai ao trabalho de seu pai, e o encontra em reunião com Lor-Em, líder de uma seita nomeada "Espada de Rao", e Dax-Ar, major do exército kryptoniano. Jor-El pretende se aproveitar do prestígio dos dois para obter maior poder político. Pai e filho começam a discutir, e enquanto Kal tenta expor que se associar com grupos extremistas pode ser ainda mais prejudicial para a já debilitada carreira de Jor-El, este começa a reclamar da deteriorização dos valores em Krypton, com o aumento do tráfico de drogas e o surgimento de "problemas raciais com os imigrantes da Ilha Vathlo".
É revelado que Lara, a mãe de Jor-El, havia falecido anos antes e que Jor-El havia sido expulso do Conselho de Ciência de Krypton após sua previsão de que o planeta iria explodir se mostrar uma inverdade.
Na Fortaleza da Solidão, Batman analisa a situação, e presume que o embrulho com o "presente" deve ter chegado pelo Canal de Teletransporte, enviado por um dos muitos mundos agradecidos pela ajuda de Superman, que não devia saber dos efeitos da planta. Nesse instante, Mongul surge, e revela-se o responsável pelo envio do planta, cuja nome é "Clemência Negra". 
Ele explica que a Clemência atraca-se à sua vítima de forma simbiótica, alimentando-se de sua aura e, em contrapartida, provocando um transe que havia colocando Superman num estado comatoso, vivendo um sonho extremamente realista e plausível com base em seu "desejo do coração". Mongul, então, ironiza os três heróis, perguntando para Batman qual deles deveria morrer primeiro: "Sei que sua sociedade faz distinções com base em gênero e idade. Talvez, então, devam me orientar sobre qual de vocês a etiqueta pede que morra primeiro!", diz. Batman e Mulher Maravilha se entreolham, e ela avança contra o monstro.
Enquanto a Mulher Maravilha tenta conter o vilão, Batman e Robin buscam uma forma de remover a Clemência de Superman. Em seu sonho, "Kal" vê-se parte de uma sociedade kryptoniana cada vez mais polarizada, vítima de forte agitação política. Enquanto Jor-El tornou-se líder de um movimento reacionário extremista, buscando a um retorno ao Krypton "nobre e imaculado" do passado, um grupo rival, contrário à existência da Zona Fantasma - o dimensão paralela que serve de sistema prisional perpétuo para os condenados kryptonianos - agride brutalmente Kara Zor-El e começa a manifestar-se cada vez mais contra "o clã dos El". 
O momento em que Batman consegue remover a Clemência do peito de Superman coincide com o instante em que o sonho de "Kal" se dissolve: durante uma visita à cratera de Kandor, um pressentimento lhe faz questionar se seu filho, Van-El, era mesmo real.
A Clemência solta o corpo de Superman, agarrando-se ao de Batman, que começa a viver o seu "desejo do coração": Quando criança, ao invés de ver seus pais serem assassinatos na sua frente durante um assalto, o jovem Bruce Wayne apenas presencia seu pai desarmar o assaltante, e a partir daí passa a viver uma vida relativamente normal, chegando a se casar e ter uma filha. Superman pergunta para Robin quem foi o responsável pelo ataque. Enfurecido ao saber quem havia enviado o "presente", Superman voa através da Fortaleza, avançando contra o vilão enquanto Robin usa o equipamento esquecido por Mongul para retirar de Batman a Clemência que o controlava.

Superman: Levante-se verme! Você percebe o que fez comigo? 

Mongul: Perfeitamente! Eu elaborei uma prisão que você não poderia abandonar sem abrir mão de seu maior desejo. Escapar dela deve ter sido como arrancar o próprio braço...

Superman esmurra Mongul, buscando vingar-se pelo que havia passado, numa emblemática sequência. Conforme os dois trocam ataques tão fortes que interferem em sismógrafos, Mongul detalha a perversidade de seu plano. Superman ataca-o com sua visão de calor, queimando o vilão. O combate entre os dois persiste, destruindo largas porções da Fortaleza da Solidão, mas como ambos são virtualmente indestrutíveis, o embate se torna frustrante para os dois. 
Por um segundo, Superman fraqueja, ao lembrar de Krypton e nesse instante Mongul tenta matá-lo. Mongul é então surpreendido por Robin, que solta sobre o corpo do vilão a Clemência Negra.
Enquanto Mongul, dominado pela planta, começa a viver o seu sonho de conquistar o universo, Superman revela que irá jogá-lo num buraco negro e Batman e Mulher Maravilha enfim entregam seus presentes.
O presente de Batman - uma rosa produzida em laboratório chamada "Krypton" - havia sido destruído durante o combate, e o da Mulher Maravilha - uma réplica da cidade miniaturizada de Kandor, feita pelos "projetistas de joias" da Ilha Paraíso para lembrar Superman da verdadeira, que havia sido ampliada e enviada para outra dimensão - era algo que Superman já tinha. Sem que ninguém perceba, ele, fazendo uso de sua super-velocidade, esconde a réplica que já possuía e gentilmente agradece o presente, afirmando ser aquilo "o que sempre quis". O "homem que tem tudo", então, abraça seus amigos e diz: "Alguém prepara café enquanto eu dou um jeito na casa?".

## Publicação
Originalmente, a história foi publicada nos Estados Unidos em uma edição individual, e posteriormente nos seguintes volumes encadernados:
- The Greatest Superman Stories Ever Told, Capa-dura, 1987, DC Comics, ISBN 0-930289-29-3
- The Greatest Superman Stories Ever Told, Brochura, 1989, DC Comics, ISBN 0-930289-39-0
- Across the Universe: The DC Universe Stories of Alan Moore, 2003, DC Comics
- DC Universe: The Stories of Alan Moore, 2006, DC Comics, ISBN 1-4012-0927-0
- Superman: Whatever Happened to the Man of Tomorrow? Deluxe Edition, Capa-dura, 2009, DC Comics
- Superman: Whatever Happened to the Man of Tomorrow? Deluxe Edition, Brochura, 2010, DC Comics

Em 2003 e 2006, a DC incluiu a história em encadernados dedicados à obra de Alan Moore. O mais recente, DC Universe: the Stories of Alan Moore, reuniu todas as histórias que Moore havia escrito com personagens do Universo DC. Em 2009, a DC Comics anunciou que relançaria Whatever Happened to the Man of Tomorrow? numa nova edição exclusiva, reunindo a história com as outras duas revistas que publicaram uma história do personagem escrita por Moore: Superman Annual #11 (publicação original de "For the Man Who Has Everything") e DC Comics Presents #84, uma história team-up com o Monstro do Pântano. Em 2010, uma nova versão desse mesmo encadernado seria lançada.
No Brasil, foi publicada originalmente em formatinho na revista Super Powers # 21, de maio de 1991, e republicada em diversas oportunidades:
- Em 2002 pela Opera Graphica como "Super-Homem - O Homem Que Tinha Tudo";[31][32]
- Em 2006, a Panini Comics, no nono volume da Coleção "Grandes Clássicos DC", publicou uma versão do volume encadernado The Stories of Alan Moore;[33][34]
- Em 2011, novamente pela Panini Comics, no terceiro volume da coleção "DC 75 anos", reunindo as histórias mais emblemáticas da editora na Era de Bronze dos quadrinhos (período histórico que compreenderia as histórias publicadas entre 1970 e 1986);[35][36]
- Em 2013, novamente pela Panini Comics, em "Superman: O que aconteceu ao Homem de Aço?", versão brasileira do encadernado lançado pela DC Comics nos Estados Unidos em 2009, que compila todas as histórias escritas por Alan Moore para o Superman.[37]
- Em 2018, no volume 63 da Coleção DC Comics Graphic Novels, intitulado "Superman: O que aconteceu ao Homem de Aço?".[38]

## Repercussão

O icônico quadro da vigésima nona página, com a resposta de Superman às ofensas de Mongul. "Queime", ele diz, pouco antes de usar sua visão de calor.

A história é considerada uma das melhores histórias já publicadas do personagem e foi indicada ao Kirby Award de "Melhor História" em 1986. Em seu livro The man from Krypton: a closer look at Superman, Glenn Yeffeth aponta a história como "talvez o mais forte retrato já feito dos efeitos psicológicos da perda que Superman sofreu".
 Mesma visão teve Wallace Harrington, em resenha publicada no site americano "Superman Homepage". Chamando a história de "uma das obras-primas" com o personagem, disse: "De todas as histórias já escritas sobre Superman, essa é a que melhor aborda o conflito interno que ele possui. Se Krypton não tivesse sido destruída, a vida dele seria totalmente diferente. Se não tivesse o planeta explodido e Kal-Ele enviado para um lugar para o qual nunca iria, ele nunca teria assumido o papel e a responsabilidade que assumiu, nem teria enfrentado tantos inimigos (...). A história é perfeitamente escrita, com personagens bem definidos, um excelente conflito dramático e maravilhosas referências à histórias antigas". A arte de Gibbons, em particular, seria alvo de elogios, com a sequência em que Superman queima Mongul usando sua visão de calor sendo apontada como uma das mais intensas já produzidas nas histórias em quadrinhos, retratando o personagem de uma forma que até então nunca havia sido mostrada de forma bem-sucedida: com raiva.
Resenha publicada no site brasileiro Universo HQ apontou a história, ao lado de Whatever Happened to the Man of Tomorrow?, como um dos "clássicos incontestáveis dos heróis DC" e bons exemplos que "reforçam a ideia de que as ideias anteriores ao evento não estavam desgastadas - eram os autores que tinham perdido o jeito de fazê-las brilharem de novo".
Em mais de uma oportunidade o site americano Comic Book Resources enalteceu as qualidades da história. Em 2010, como parte de uma série de artigos analisando a história da DC Comics, que comemorava então 75 anos de sua fundação, o jornalista Brian Cronin listou aqueles que seriam "os 75 momentos mais memoráveis" dentre as histórias publicadas pela editora, e, chamando For the Man Who Has Everything de "brilhante", listou o momento em que Superman desperta do transe e ataca Mongul na oitava posição Antes Cronin já havia citado a mesma sequência durante a série de postagens "A Year of Cool Comic Book Moments", destacando em especial o momento em que Superman responde à Mongul com um simples "Queime" antes de usar sua visão de calor contra o vilão. Ao avaliar a história, disse, numa terceira oportunidade: "É um grande exemplo de como uma equipe criativa pode dar uma abordagem 'adulta' à uma história de super-herói sem perder nada do glamour e da grandeza de seus conceitos e personagens. Mulher Maravilha, Batman, Robin e Superman são todos bastante impressionantes durante a história, e isso sem serem modificados, mas sim abraçando o que os define. Tudo isso ajuda para tornar esta uma memorável obra de ficção".
Renan Martins Frade, do site brasileiro Judão, avaliou o contexto histórico em que se inseria a história, ao avaliar a republicação da história na coleção "DC 75 Anos": "A partir do começo dos anos 70 a DC viu a ameaça da Marvel se tornar realidade. Não era mais a casa do Superman que liderava as vendas de gibis nos EUA, mas sim a Casa das Ideias. Porém, foi nessa fase que todos os conceitos colocados durante a Era de Prata dos Heróis se consolidaram e atingiram temas mais maduros, alcançando seu ápice criativo". Em similar sentido, Eduardo Nasi, do site Universo HQ, também enalteceu a "Era de Bronze", dizendo: "São algumas daquelas que os fãs decantam toda vez que precisam defender seus personagens encapuzados. Aos que não compartilham o entusiasmo, eles enchem o peito e dizem: 'Você não entende os super-heróis porque nunca leu o Arqueiro Verde do Dennis O'Neil ou o Superman e o Monstro do Pântano do Alan Moore... E é verdade. Essas aventuras estão não só entre as melhores de super-heróis de todos os tempos, mas também são algumas das melhores HQs que os Estados Unidos produziram na década de 1970 e no começo da de 1980".

## Legado
A história foi alvo de inúmeros estudiosos quando da análise do mito de Superman. Richard Reynolds, em seu livro Super heroes: a modern mythology, analisou For the Man Who Has Everything ao lado da também clássica obra de Moore Whatever Happened to the Man of Tomorrow? e as apontou como as duas histórias responsáveis por desenvolver aspectos até então apenas implícitos de Superman. Ainda que a origem do personagem - em síntese, um estrangeiro enviado ainda criança por seus pais para ser criado por outras pessoas - pudesse remeter ao mito de Hércules, o seu desenvolvimento levantaria duas interpretações distintas: Se visto como Kal-El, o alienígena que voluntariamente se tornou um super-herói, as histórias de Superman apresentariam um exemplo de "filho obediente" que não questiona as razões de ter sido enviado à Terra e aceita a missão imposta por seu pai. Mas, se visto como Clark Kent, o jovem do interior que sai da casa dos pais e se muda para a cidade grande, via-se que ele havia sim se rebelado contra seu pai - o adotivo, Jonathan Kent. 
Se em larga escala a visão de Superman como "imigrante definitivo" permite ambas as interpretações, as histórias de Moore se apronfundariam no aspecto "Kal-El". For the Man Who Has Everything, especificamente, cria um conflito com o pai kryptoniano de Superman, Jor-El, retratando-o como um fanático reacionário, que em certos momentos aparentava se arrepender de ter errado a previsão feita vinte anos antes, de que Krypton seria destruído.
Ao assumir a função de roteirista de Superman, o escritor Mark Verheiden citou a história como uma referência direta para o seu trabalho com o personagem. O escritor Mark Millar, ao expressar sua vontade de trabalhar com o personagem, apontou a história como um exemplo do melhor que já fora produzido. A planta Clemência Negra foi posteriormente usada por Geoff Johns em suas histórias na revista Green Lantern.

## Como episódio deLiga da Justiça Sem Limites
Em 2004, a história foi adaptada como um dos episódios da série de televisão Justice League Unlimited, com o apoio de Moore e Gibbons.
Mantendo o título original, foi o segundo episódio da primeira temporada da série, seguindo a conclusão de Liga da Justiça, série até então exibida. No início daquele ano, enquanto a Warner Bros. e a DC Comics negociavam a produção de uma terceira temporada de Liga da Justiça, foi imposto ao produtor da série, Paul Dini, que "adicionasse um elemento novo" à série.
Partindo deste ponto, Dini e sua equipe decidiram modificar toda a estrutura da série, que não apenas mudaria seu título, mas também toda a sua estrutura: ao invés de episódios em duas partes, com uma equipe fechada de sete membros - Batman, Super-Homem, Mulher Maravilha, Lanterna Verde, Flash, Ajax e Mulher Gavião - a série, agora intitulada Liga da Justiça Sem Limites, passaria a ter episódios individuais com um rol de personagens rotativos, o que possibilitaria a inclusão de inúmeros personagens novos. Mais de sessenta personagens e histórias seriam incluídas na primeira temporada
Dini revelaria em entrevista ao site americano "Comics Continuum" que a ideia de adaptar a história em um episódio havia partido do escritor Dwayne McDuffie, ainda durante as primeiras discussões sobre como seria a primeira temporada da nova série. Enquanto reviam as histórias abordadas nas duas temporadas de Liga da Justiça, a equipe responsável pela produção percebeu que nunca havia feito um episódio centrado apenas nos três principais personagens - Superman, Batman e Mulher Maravilha - e McDuffie apontou que a melhor história envolvendo os três personagens era For the Man Who Has Everything. Dini então procurou conversar com Moore, buscando sua aprovação. Quando Moore declarou-se honrado em ver uma história sua transformada num episódio do desenho, rapidamente este começou a ser produzido
O ator Eric Roberts reprisa o papel de dublador de Mongul - anteriormente, o personagem havia aparecido no episódio em duas partes War World, exibido em 2002 como parte da 1ª temporada de Liga da Justiça, onde também foi dublado por Roberts - e o roteiro foi produzido pelo escritor J. M. DeMatteis. O personagem Robin não foi incluído na versão animada (por já estar sendo utilizado na animação "Jovens Titãs"), e alguns dos temas mais adultos abordados por Moore - como a violência de Mongul e o fascismo presente na sociedade kryptoniana- foram "abrandados". Na visão de Gibbons, entretanto, tais adaptações não diminuíam a qualidade do episódio.